# Duitse militaire begraafplaats in Dahn
De Duitse militaire begraafplaats in Dahn is een militaire begraafplaats in Rijnland-Palts, Duitsland. Op de begraafplaats liggen omgekomen Duitse militairen uit de Tweede Wereldoorlog.

## Begraafplaats
Op de begraafplaats rusten 2408 Duitse militairen. De meeste slachtoffers kwamen tijdens de laatste fase van de Tweede Wereldoorlog om het leven. Het gebied rond Dahn lag enige tijd in de frontlinie.